# Kūsaj Khalīl
Kūsaj Khalīl (persiska: كوسِۀ خَليل, كوسِه خَليل, كوسَجِ خَليل, كوش خَليل, کوسج خلیل) är en ort i Iran.   Den ligger i provinsen Hamadan, i den nordvästra delen av landet, 300 km sydväst om huvudstaden Teheran. Kūsaj Khalīl ligger 1 671 meter över havet och antalet invånare är 332.
Terrängen runt Kūsaj Khalīl är platt åt sydost, men åt nordväst är den kuperad.Runt Kūsaj Khalīl är det ganska tätbefolkat, med 104 invånare per kvadratkilometer. Närmaste större samhälle är Azandarīān, 14,8 km nordost om Kūsaj Khalīl. Trakten runt Kūsaj Khalīl består i huvudsak av gräsmarker.